# The Peace & Truce of Future of the Left
The Peace & Truce of Future of the Left — пятый студийный альбом британской инди-рок группы Future of the Left из Кардиффа (Уэльс). Он был выпущен 8 апреля 2016 года на собственном лейбле группы Prescriptions. Как и предыдущий релиз How to Stop Your Brain in an Accident, альбом был профинансирован за счёт пожертвований фанатов через PledgeMusic, цель собрать необходимую сумму была достигнута за 4 часа. Future of the Left выпустили альбом для желающих скачать его в цифровом виде 24 марта 2016 года. Бонусный мини-альбом, записанный одновременно с The Peace & Truce of Future of the Left, был выпущен в апреле 2016 года под названием To Failed States and Forest Clearings.

## Отзывы
| Оценки критиков | Оценки критиков |
| Источник        | Оценка          |
| --------------- | --------------- |
| AllMusic        | [ 3 ]           |

The Peace & Truce of Future of the Left получил в целом положительные отзывы критиков.
Хизер Фарес из AllMusic отметил, что «The Peace & Truce of Future of the Left — это один из их самых громких протестов против все более разочаровывающего положения дел в мире в 2010-х. Конечно, эта группа злится даже тогда, когда это не модно, но даже в этом случае это одна из самых катарсических их композиций за последнее время. Это также одна из их самых тяжёлых песен, в которой они отказались от клавишных, украсивших How To Stop Your Brain In An Accident и The Plot Against Common Sense, в пользу рока без излишеств, представленного в апоплексических спазмах вроде „Eating for None“ и неумолимом скрежете, таком как славная уродливая центральная вещь „Back When I Was Brilliant“».

## Список композиций
1. «If AT&T Drank Tea What Would BP Do» — 3:21
2. «In a Former Life» — 2:58
3. «Running all over the Wicket» — 3:03
4. «Miner’s Gruel» — 2:52
5. «Grass Parade» — 1:48
6. «The Limits of Battleships» — 3:30
7. «Back When I Was Brilliant» — 4:02
8. «Eating for None» — 2:26
9. «Reference Point Zero» — 2:29
10. «White Privilege Blues» — 2:38
11. «50 Days Before the Hun» — 2:51
12. «Proper Music» — 1:56
13. «No Son Will Ease their Solitude» — 4:20

## Чарты
| Чарт (2016)                      | Высшая позиция |
| -------------------------------- | -------------- |
| Великобритания (UK Albums Chart) | 99             |